# Купена обёртковая
Купе́на обёртковая (лат. Polygonátum involucratum) — многолетнее травянистое растение, вид рода Купена (Polygonatum) семейства Иглицевые (Ruscaceae).

## Ботаническое описание
Растение 25—35 см высотой.
Стебель между листьев бороздчатый, в остальной части цилиндрический, голый.
Листья широко-овальные, кверху и к основанию заострённые, голые, 6—10 см длиной и 3,5—5 см шириной, на небольших черешках, с верхней стороны зелёные, с нижней серовато-зелёные. Все листья собраны в верхней части.
Цветоножки короткие, с двумя крупными цветками, заключёнными в широкие, зелёные, яйцевидно-ланцетные прицветники. Околоцветник белый, с треугольными зубцами, в верхней своей части с внутренней стороны слабо опушённый. Тычиночные нити голые, прикреплены верхней третью к околоцветнику. Цветёт в мае—июне.
Вид описан в Японии.

## Распространение
Территория бывшего СССР: Приморье; Азия: Китай, Япония (Хоккайдо, Хонсю, Кюсю, Сикоку), Корея.
Растёт в смешанных и более тенистых лесах.